# Saint-Caprais, Cher
Saint-Caprais är en kommun i departementet Cher i regionen Centre-Val de Loire i de centrala delarna av Frankrike. Kommunen ligger  i kantonen Levet som tillhör arrondissementet Bourges. År 2022 hade Saint-Caprais 757 invånare.

## Befolkningsutveckling
Antalet invånare i kommunen Saint-Caprais
Referens:INSEE